# Karl Keilmann
Karl Keilmann (* 10. Juli 1900 in Lampertheim; † 14. September 1975) war ein deutscher Politiker (FDP).
Karl Keilmann studierte nach dem Abitur Volkswirtschaftslehre in Heidelberg und wurde zum Dr. phil. promoviert. Von 1922 bis 1924 war er Bankbeamter. 1924 begann er ein Studium der Rechtswissenschaften und arbeitete seit 1930 als Rechtsanwalt.
Zum 1. Mai 1933 trat Keilmann in die NSDAP ein (Mitgliedsnummer 2.230.343).
Nach dem Kriegsende trat Karl Keilmann in die Liberal-Demokratische Partei ein, aus dem später die FDP Hessen hervorging. Von 1952 bis 1964 war er Stadtverordneter in Lampertheim und dort Vorsitzender der FDP-Fraktion der Stadtverordnetenversammlung. Vom 1. Dezember 1954 bis zum 30. November 1958 war er Mitglied des Hessischen Landtags. 